# Шаинса
Шаинса (порт. Chainça) — район (фрегезия) в Португалии, входит в округ Лейрия. Является составной частью муниципалитета Лейрия. По старому административному делению входил в провинцию Бейра-Литорал. Входит в экономико-статистический субрегион Пиньял-Литорал, который входит в Центральный регион. Население составляет 815 человек на 2001 год. Занимает площадь 5,34 км².
Покровителем района считается Санта-Китерия (порт. Santa Quitéria).